# Moengo
Moengo – miasto w Surinamie; w dystrykcie Marowijne. Według danych szacunkowych na rok 2013 liczy około 8,3 tys. mieszkańców. Czwarte co do wielkości miasto kraju.